# Germanwings
Germanwings (mã IATA = 4U, mã ICAO = GWI) từng là hãng hàng không giá rẻ của Đức, trụ sở ở Köln và Bonn. Hãng có các tuyến đường tới 66 điểm đến ở châu Âu. Căn cứ chính của hãng ở Sân bay Köln Bonn, và các căn cứ khác ở Sân bay Stuttgart, Sân bay quốc tế Berlin-Schönefeld, Sân bay Hamburg và Sân bay Dortmund. Ngày 29.1.2008, tin loan báo có kế hoạch hợp nhất các hãng hàng không con của Deutsche Lufthansa AG và TUI Travel PLC (Germanwings, Eurowings, TUIfly) thành 1 công ty liên doanh độc lập. Germanwings hoạt động độc lập đến năm 2015 thì công ty mẹ là Lufthansa Group sáp nhập nó với Eurowings. Đầu năm 2016, việc sáp nhập hoàn tất.

## Lịch sử
Hãng được thành lập năm 1997 (dưới tên "Eurowings Flug GmbH") và đổi tên thành Germanwings GmbH ngày 27.10.2002. Hãng do Eurowings hoàn toàn làm chủ, và Eurowings lại do Lufthansa nắm 49% cổ phần. Các đối thủ cạnh tranh chính của Germanwings là Ryanair, easyJet cũng như TUIfly và Air Berlin.

## Các điểm đến
(Tháng 1/2008):
- Albania
  - Tirana
- Bosna và Hercegovina
  - Sarajevo (bắt đầu từ 16.8.2008)
- Áo
  - Viên
- Bulgaria
  - Burgas
  - Sofia
  - Varna
- Croatia
  - Dubrovnik
  - Osijek
  - Pula (bắt đầu từ mùa hè 2008)
  - Split
  - Zadar
  - Zagreb
- Cộng hòa Séc
  - Praha
- Pháp
  - Bastia
  - Bordeaux (bắt đầu từ mùa hè 2008)
  - Marseille
  - Nice
  - Paris
  - Toulouse
- Đức
  - Berlin
  - Köln/Bonn
  - Dortmund
  - Dresden
  - Hamburg
  - Leipzig
  - München
  - Rostock (bắt đầu từ tháng 5/ 2008)  Lưu trữ ngày 7 tháng 12 năm 2007 tại Wayback Machine
  - Stuttgart
  - Zweibrücken
- Hy Lạp
  - Athens
  - Corfu
  - Kavalla
  - Mykonos
  - Thessaloniki
- Hungary
  - Budapest
  - Lake Balaton
- Iceland
  - Reykjavik (bắt đầu từ mùa hè 2008)  Lưu trữ ngày 7 tháng 12 năm 2007 tại Wayback Machine
- Kosovo
  - Pristina
- Ireland
  - Dublin
- Ý
  - Bologna
  - Lamezia Terme
  - Milano
  - Roma
  - Verona
- Latvia
  - Riga
- Cộng hòa Macedonia
  - Skopje
- Malta
  - Malta
- Ba Lan
  - Katowice
  - Warsaw
- Bồ Đào Nha
  - Faro
  - Lisbon
- România
  - Bucharest
  - Cluj-Napoca
- Nga
  - Moskva
  - Sankt-Peterburg
- Serbia
  - Belgrade
- Tây Ban Nha
  - Alicante
  - Barcelona
  - Ibiza
  - Madrid
  - Málaga
  - Palma de Mallorca
- Thụy Điển
  - Stockholm
- Thụy Sĩ
  - Zürich
- Thổ Nhĩ Kỳ
  - Ankara
  - Antalya
  - Istanbul
  - İzmir
- Vương quốc Anh
  - Edinburgh
  - London

## Đội máy bay
(Ngày 1.6.2011)):

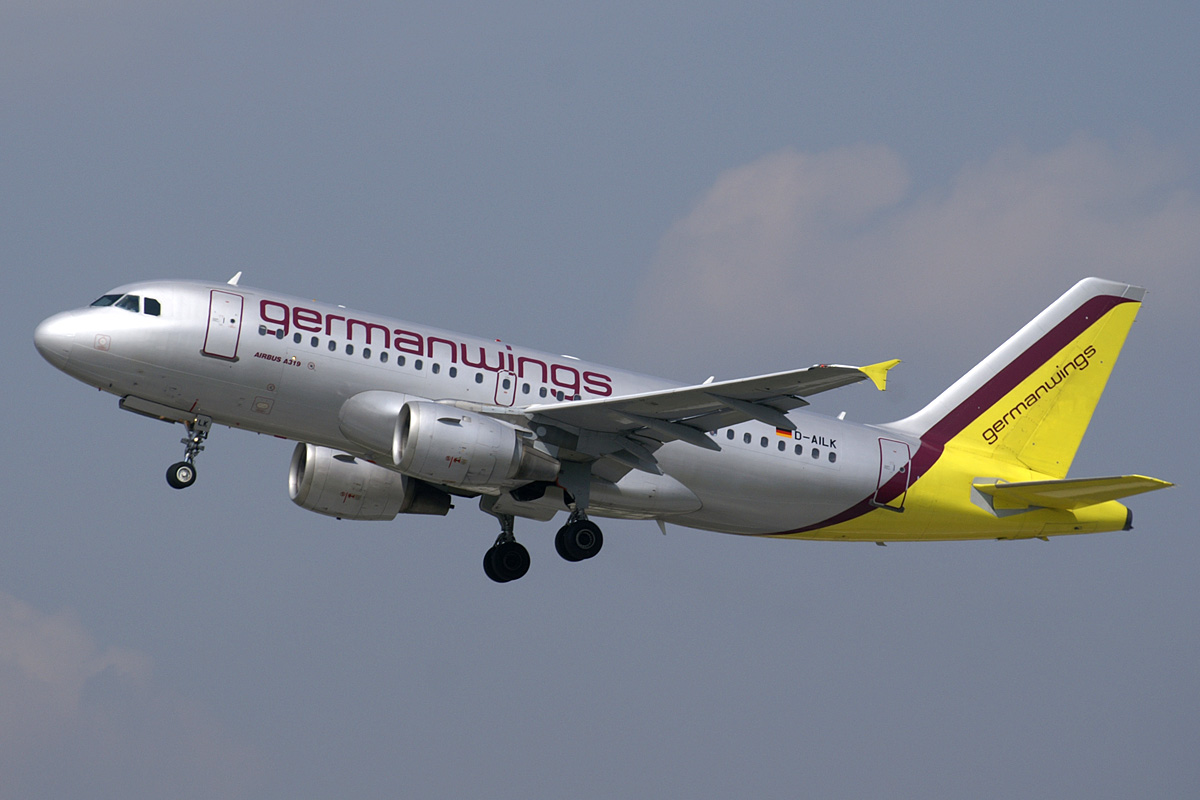
Máy bay Airbus A319 của Germanwings

- 30 Airbus A319-100 (+ 8 đang đặt mua)

Tính tới tháng 5/2008, tuổi trung bình các máy bay của Germanwings là 5.2 năm.
Ngày 7.12.2005 hãng đã ký thỏa thuận mua 18 máy bay Airbus A319 (với quyền ưu tiên chọn thêm 12 cái nữa). Đây là đơn đặt hàng trực tiếp đầu tiên với Airbus và hàng được giao từ tháng 7/2006 tới năm 2008. Trong mùa đông 2004-2005 Germanwings thuê 2 máy bay Boeing 717 của Aerolíneas de Baleares để thử loại máy bay này, nhưng sau đó không đặt mua.